# 鶴澤文蔵
鶴澤 文蔵（つるさわ ぶんぞう）は、文楽義太夫節三味線方の名跡。

## 初代
後の2代目鶴澤友次郎。

## 2代目
（生年不詳 - 天保3年（1832年）頃）
京都の生まれ、初代文蔵の高弟の伊八が1801年に京都四条南側芝居で2代目文蔵を襲名。
通称を「おやまの文蔵」。

## 3代目
（天明元年（1781年） - 天保5年9月23日（1834年10月25日））
大坂の生まれ、初代鶴澤清七（後の3代目鶴澤友次郎）の門弟。初名を初代鶴澤伝吉、1825年11月に大坂座摩芝居で3代目文蔵を襲名。
竹本播磨大掾、2代目豊竹巴太夫等の三味線方を務めた。
通称を「備前屋の文蔵」。
実子の文教が一時文蔵を名乗りその門弟も文蔵を名乗っているが代数に含まれていない。

## 4代目
（天保11年（1840年） - 明治34年（1901年）2月8日）本名は成川清吉。
2代目鶴澤勇造の門弟で初代鶴澤鬼勇、文教、3代目勇造を経て、1877年頃に4代目文蔵を襲名。明治中期に立者。主に江戸（東京）で活躍。
上手な演奏で重宝され、2代目竹本長尾太夫、6代目竹本綱太夫、初代竹本相生太夫（後の初代竹本綾瀬太夫）、4代目竹本播磨太夫等の相三味線を務めた｡

## 5代目
（嘉永7年5月4日（1854年5月30日） - 大正4年（1915年）1月30日）本名は鈴木清吉。
3代目勇造（後の4代目文蔵）の門弟。2代目鬼勇、花助、大阪に来て5代目豊澤広助の門弟となり1896年に4代目勇造、1914年に5代目文蔵を襲名。